# Nicholas Pierini
Nicholas Pierini (Parma, 6 agosto 1998) è un calciatore italiano, attaccante del Sassuolo.

## Biografia
È figlio di Alessandro Pierini, allenatore di calcio ed ex calciatore che vanta una presenza con la nazionale italiana.

## Caratteristiche tecniche
Attaccante rapido e molto duttile, viene utilizzato solitamente come ala sinistra, per sfruttarne le doti a piede invertito; può essere impiegato anche come centravanti. Abile tecnicamente e nei calci da fermo, è bravo negli inserimenti offensivi. Ha iniziato a giocare come centrocampista, salvo poi essere spostato in posizione più offensiva da Fausto Pizzi ai tempi del Parma. Per le sue caratteristiche è stato paragonato a Domenico Berardi.

## Carriera

### Club

#### Sassuolo e prestiti
Nato a Parma, muove i primi passi nelle giovanili del Córdoba, squadra di cui il padre era giocatore e collaboratore tecnico all'epoca, per poi passare ai ducali nel 2011. Nel 2015, a seguito delle difficoltà economiche che portarono al fallimento del club con conseguente scioglimento del settore giovanile, passa al Sassuolo dove viene aggregato alla Primavera. Nel biennio 2015-2017 si mette in evidenza nella Primavera neroverde segnando 19 reti in 22 partite la prima annata e 10 reti in 18 match la seconda, conquistando il Torneo di Viareggio 2017 e guadagnandosi alcune convocazioni in prima squadra. La stagione seguente viene promosso ed il 29 ottobre 2017 debutta in Serie A in occasione dell'incontro perso 3-1 contro il Napoli; al termine della stagione collezionerà altre due presenze in campionato ed una in Coppa Italia.
Il 10 luglio 2018 viene ceduto in prestito con diritto di riscatto e contro riscatto allo Spezia, squadra la cui Primavera è allenata dal padre. Debutta con i bianconeri il 4 agosto 2018 trovando subito la via del gol nell'incontro di Coppa Italia vinto 2-1 contro la Sambenedettese e tre settimane più tardi esordisce in Serie B nel match esterno perso 1-0 contro il Venezia. In tutto con il club ligure colleziona 27 presenze segnando 6 reti prima di fare ritorno al club neroverde.
Il 9 agosto 2019 è stato ceduto nuovamente in prestito, questa volta al Cosenza. Con i rossoblù segna il primo gol nella gara casalinga contro il Livorno (1-1) con un gran tiro a girare da fuori area. Segna poi una doppietta nel pareggio esterno di Trapani (2-2).
Il 5 ottobre 2020 viene ceduto in prestito all'Ascoli, mentre il 1º febbraio 2021 viene risolto anticipatamente il prestito con i marchigiani e ceduto, sempre in prestito, al Modena.

#### Cesena e Venezia
Il 31 agosto 2021 viene ceduto a titolo definitivo al Cesena.
Dopo un inizio di stagione in salita, Pierini trova continuità e segna col Cesena 8 goal in 11 partite solamente nei 3 mesi di dicembre, gennaio e febbraio (con il campionato fermo un mese per Covid). Conclude la stagione con 14 reti e 3 assist in tutte le competizioni risultando tra i migliori giocatori del club.
Il 13 luglio 2022 firma un contratto di 4 anni con il Venezia. Il 26 dicembre segna la sua prima rete con i lagunari nel pareggio casalingo contro il Parma per 2-2. 
Inizia la stagione 2023-2024 con una doppietta al Como nel successo per 3-0 alla prima giornata dii campionato A fine stagione conquista la promozione in serie A dopo la vittoria nella finale playoff contro la Cremonese. 

#### Ritorno al Sassuolo
Il 30 agosto 2024, dopo aver giocato le prime due partite in serie A con i lagunari, torna al Sassuolo a titolo definitivo, nel frattempo retrocesso in Serie B. Il 5 ottobre 2024 segna la sua prima rete con i neroverdi, nel rotondo successo per 6-1 contro il Cittadella. Chiude la stagione con la seconda promozione consecutiva e con 10 reti in campionato diventando il giocatore con la miglior media realizzativa della Serie B con un gol ogni 127 minuti giocati. 

### Nazionale
Ha giocato nelle nazionali giovanili Under-18 ed Under-19.

## Statistiche

### Presenze e reti nei club
Statistiche aggiornate al 13 maggio 2025.
| Stagione        | Squadra         | Campionato      | Campionato | Campionato | Coppe nazionali | Coppe nazionali | Coppe nazionali | Coppe continentali | Coppe continentali | Coppe continentali | Altre coppe | Altre coppe | Altre coppe | Totale | Totale |
| Stagione        | Squadra         | Comp            | Pres       | Reti       | Comp            | Pres            | Reti            | Comp               | Pres               | Reti               | Comp        | Pres        | Reti        | Pres   | Reti   |
| --------------- | --------------- | --------------- | ---------- | ---------- | --------------- | --------------- | --------------- | ------------------ | ------------------ | ------------------ | ----------- | ----------- | ----------- | ------ | ------ |
| 2017-2018       | Sassuolo        | A               | 3          | 0          | CI              | 1               | 0               | -                  | -                  | -                  | -           | -           | -           | 4      | 0      |
| 2018-2019       | Spezia          | B               | 25         | 5          | CI              | 2               | 1               | -                  | -                  | -                  | -           | -           | -           | 27     | 6      |
| 2019-2020       | Cosenza         | B               | 20         | 3          | CI              | 1               | 0               | -                  | -                  | -                  | -           | -           | -           | 21     | 3      |
| 2020-feb. 2021  | Ascoli          | B               | 12         | 0          | CI              | 0               | 0               | -                  | -                  | -                  | -           | -           | -           | 12     | 0      |
| feb.-giu. 2021  | Modena          | C               | 10+2       | 3          | CI              | -               | -               | -                  | -                  | -                  | -           | -           | -           | 12     | 3      |
| 2021-2022       | Cesena          | C               | 35+2       | 12+1       | CI-C            | 1               | 1               | -                  | -                  | -                  | -           | -           | -           | 38     | 14     |
| 2022-2023       | Venezia         | B               | 35+1       | 4+1        | CI              | 0               | 0               | -                  | -                  | -                  | -           | -           | -           | 36     | 5      |
| 2023-2024       | Venezia         | B               | 38+4       | 5+1        | CI              | 1               | 0               | -                  | -                  | -                  | -           | -           | -           | 43     | 6      |
| ago. 2024       | Venezia         | A               | 2          | 0          | CI              | 1               | 0               | -                  | -                  | -                  | -           | -           | -           | 3      | 0      |
| Totale Venezia  | Totale Venezia  | Totale Venezia  | 75+5       | 9+2        |                 | 2               | 0               |                    | -                  | -                  |             | -           | -           | 82     | 11     |
| ago. 2024-2025  | Sassuolo        | B               | 31         | 10         | CI              | 2               | 0               | -                  | -                  | -                  | -           | -           | -           | 33     | 10     |
| Totale Sassuolo | Totale Sassuolo | Totale Sassuolo | 34         | 10         |                 | 3               | 0               |                    | -                  | -                  |             | -           | -           | 37     | 10     |
| Totale carriera | Totale carriera | Totale carriera | 220        | 45         |                 | 9               | 2               |                    | -                  | -                  |             | -           | -           | 229    | 47     |

## Palmarès

### Club

#### Competizioni giovanili
- Torneo di Viareggio: 1

Sassuolo: 2017

#### Competizioni nazionali
- Campionato italiano di Serie B: 1

Sassuolo: 2024-2025